# Steinkreis von Lissyviggeen

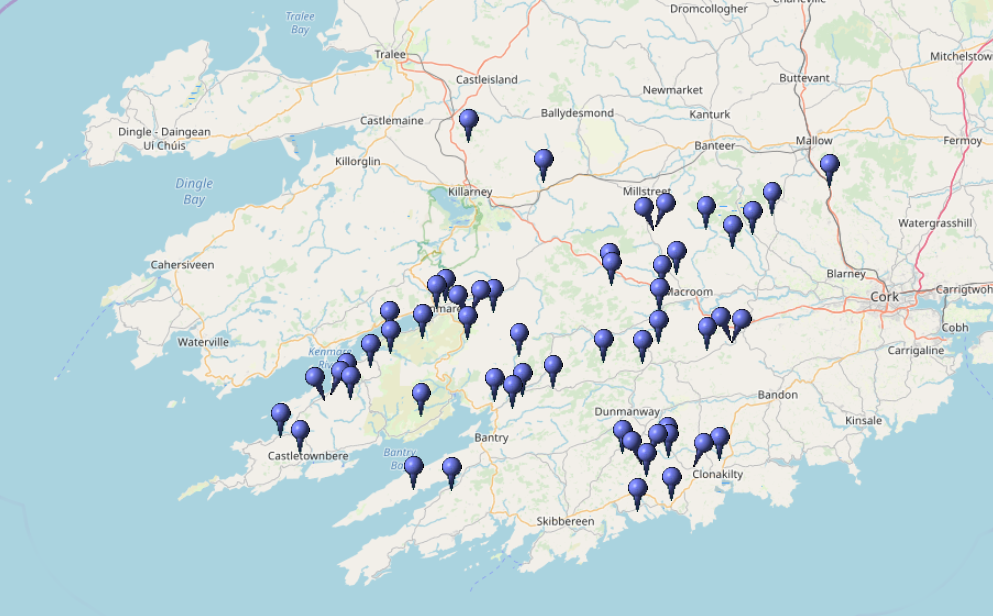
Axiale Steinkreise (ASC)

Der gut hergerichtete, umwallte Steinkreis von Lissyviggeen (auch Lissivigen, irisch Lios Uí Bhigín – lokal (deutsch „die sieben Schwestern“) genannt), liegt im Waldland, etwa 1,5 km östlich von Killarney im County Kerry in Irland.
In der Republik Irland gibt es 187 Steinkreise. Die Mehrheit befindet sich mit 103 Kreisen im County Cork. 20 Kreise liegen im County Kerry und 11 im County Mayo. Der Steinkreis der Cork-Kerry-Serie (nach Seán Ó Nualláin auch Axial Stone Circle (ASC – axialer Steinkreis oder Embanked Stone Circle genannt)) besteht aus sieben Steinen, die in einem Kreis von etwa vier Meter Durchmesser gesetzt sind. Die ungerade Steinzahl ist Kennzeichen dieser Serie. Ein bis zu zwei Meter hoher und drei bis fünf Meter breiter Erdwall mit einem Außendurchmesser von 20 m umschließt den Steinkreis, was (wie ähnlich bei Grange und Moanmore East) eine seltene Konstellation darstellt. Ein Paar Ausreißer (englisch outlier) steht 11,5 m südlich des Walls. Die 1,7 bzw. 2,35 m hohen Steine stehen 2,2 m voneinander entfernt.